# Narodno druženje i zabava u Turskoj
Narodno druženje i zabava u Turskoj se odvijaju povodom državnih i verskih praznika, različitih festivala, po završetku poljskih radova, prilikom proslava, veridbe, svadbe,ispraćaja vojnika i tokom posebnih manifestacija i vašara. Pored ovih prigodnih druženja, postoje i uobičajena, redovna okupljanja u skladu sa tradicijom i običajima određenih regiona. Iako je organizacija ovih svečanosti slična u svim delovima Turske, postoje određeni regioni u kojima se uobičajeno redovno druženje neguje i način karakterističan za ta područja. Ova druženja se mogu podeliti na muška i ženska.

## Muška druženja

### Barana( Barana)
Barana je oblik muškog druženja karakterističan za mesto Dursunbej (Dursunbey) blizu grada Balikesira u Egejskoj oblasti, kao i za mesto Konija u Centralnoj Anadoliji. Druženja se baziraju na uspostavljanju društvenih normi i veza između mlađih i starijih članova zajednice , i sastoje se i zabave i razgovora. Barana u Duesunbeju okuplja najmanje 16, a najviše 22 člana i održava se određenim utvrđenim danima, najčešće jednom nedeljno. Priprema se bogata trpeza postavljenja na podu (yer sofrası) uz pesmu i narodnu igru. Stariji savetuju i pomažu mlađe, tako da barana pored toga što je zabavnog karaktera, ona predstavlja i vid poučnog i vaspitog karaktera. Na ovim skupovima se takođe rešavaju i problemi u zajednici. Svaki put je okupljanje organizuje u kući drugog člana društva. Zanimljivo je da se tradicija barane u Koniji održava i danas uprkos napretku tehnogolije, koji preti da ugrozi narodno druženje i okupljanja. Druženja u Koniji su slobodnija, zakazuju tajno i u poslednjem trenutku radi čuvanja privatnosti, gde su zabava i veselje,  kao i plesačice trbušnog plesa u prvom planu. Takođe postoji običaj da se u svrhu ovog okupljanja grade posebne bećarske odaje, odnosno kuće.

### Momačko veče(Kısır Geceleri)
Momačko veče se održava dan pre svadbe i prestavlja oproštaj mladoženje od momačog života, odnosno perioda „neplodnosti“ što znači kısır u ovom kontekstu. Veče organizuje mladoženjin najbolji prijatelj u ulozi kuma (sağdıç). Prave se u zatvorenom prostoru, isključivo za odrasle muškarce i traju do jutra, kada se odlazi po mladu. Ovo veče predstavlja zabavu u vidu različitih igara dramskog karaktera, te se pokazuje domišljenost, inteligencija, fizička spretnost i snaga, kao i  prizemni humor sa imitacijom gde je erotski motiv veoma naglašen, a dozvoljeno je i konzumiranje alkohola. Program ovih večeri je vrlo stiktan i mora se obavezno poštovati. Jedno od osnovnih pravila ovih večeri je da mladoženja i kum u toku večeri neizostavno moraju obaviti svaki zadatak koji dobiju od svojih družbenika. U suprotnom bivaju strogo kažnjeni. Česte kazne su polivanje vodom, skidanjem ili fizičkom kaznom, a može se i desiti da kazna bude težak zadatak tokom svadbene svečanosti. Davul i zurna se koriste tokom zabave, a u poslednje vreme i def kao i klariner, koji proizvode manje prodoran zvuk.

### Poselo(Oturak)
Poselo je zajednički naziv za više vrsta druženja u različitim oblastima zemlje. To su uglavnom okupljanja koja se organizuju u zimsko doba kad nema poljskih radova i odvijaju se po strogim pravilima najstarijeg člana ili onoga koji je izabran da rukovodi zabavom, uz jelo, piće, razgovor i igru.

### Redovna druženja( Sıra Geceleri)
Redovna druženja su dobila su dobila po tome što se svako sledeće druženje održava po utvrđenom redu (sıra) kod drugog poštovanog člana zajednice. Ova vrsta okupljanja koja ima dugu i ozbiljnu tradiciju, bazira se na narodnom umeću pripovedanja, recitovanja, pevanja i sviranja saza. Narodni svirači saza izvode popularne narodne pesme,a pevači neguju lokalni način pevanja slobodnog ritma i tempa, koji je veoma težak za izvođenje (uzun hava). Druženja imaju vaspitni karakter, pa mu mogu prisustvovati i dečica od ranog detinjstva kako bi usvojili pravila ponašanja i vrednosti koje zajednica neguje. Bogato posluženje takođe je veoma važan element druženja u ovom regionu. Tokom večeri se igraju društvene igre koje doprinose integrativnom karakteru ovih okupljanja. Karakteristična su za oblast Urfa, kao i za Adijaman i Dijarbakir.

### Jarenlik / Jaranlik(Yarenlik / Yaranlık)
U turskom se nazivi yarenlik / yaranlık koriste da označe disciplinovana okupljanja muških članova zajednice u posebnim prostorijama, specijalno ukrašenim i pripremljenim za ovu vrstu okupljanja. Prestavljaju tradiciju poučnih razgovora i negovanja kulturne baštine u vidu narodnih igara, pozorišnih predstava, muzike uz zvuk saza, kao i davanja saveta mladima o pravilima koje moraju usvojiti kako bi izgradili moralni stav i poštovanje prema starijima u celokupnoj zajednici. Ova disciplinovana druženja takođe predviđaju vapitne kazne za neposlušne učenike.  Učesnici su uvek obučeni u bogatu, raskošnu narodnu nošnju, što daje poseban estetski doživljaj kad se grupa pojavi na svečanosti van svog zatvorenog kruga. Izuzimajući svirače i čauša koji rukovodi ceremonijom, broj učesnika za druženje jarenlik u Čankiriju iznosi 24, što se p nekim autorima dovodi u vezu sa brojem oguskim plemena budući da su ova druženja čvrsto vezana za tradiciju i bogato kulturno nasleđe. Yar na persijskom znači “prijatelj, drug”, a oblik yaran predstavlja množinu značenja “prijatelji”. Ovaj oblik podsredstvom turskog ušao je i u naš jezik u obliku “jaran, jaranica”. Druženje po ovim nazivom može se sresti na više mesta u Turskoj, ali je najkarakterističnije za gradove Čankiri (Çankırı) i Kastamonu.

## Ženska druženja

### Hamamska posela(Hamam Sefaları)
Posete turskom kupatilu, hamamu, u turskoj kulturi imaju višestruku ulogu. Osim održavanja higijene u vidu posebnog tretmana u skladu sa bogatom tradicijom, za žene hamam predstavlja mesto za druženje i zabavu. Dolaze sa prijateljicama ili rođakama, sklapaju nova poznanstva, razmenjuju iskustva i savete, te na veoma prijatan način provode vreme. Žene koje imaju sina za ženidbu u opuštenoj hamamskoj atmosferi, često pokušavaju da pronađu odgovarajuću nevestu, odnosno snahu. U hamam se može doneti jelo i piće, a i često se zasvira i zapeva. U Anadoliji se i danas pre svadbe poštuje običaj odlaska mlade i ženskih članova porodice u hamam (gelin hamam).

### Dani primanja( Kabul Günleri)
Dani primanja su određeni dani u nedelji kada se grupa prijateljica dogovori da se okupe kod neke od njih. Svaka članica grupe ima određeni dan kad prima gošće. Ona tada pripremi bogato posluženje uz koje se prijateljice druže, razgovaraju i zabavljaju. Ovo su dnevna druženje gde žene koriste slobodno vreme u periodu kada muževi rade i nisu kod kuće, kako bi se osećale slobodnije i komotnije.

### Dani zlatnika( Altın Günleri)
Dani zlatnika se mogu poklopiti sa danima primanja. Tokom redovnih druženja, grupa prijateljica se može odlučiti da osim zabave ove dane osmisli i kao dane za štednju i međusobnu materijalnu pomoć. To ostvaruju tako što svaka od njih prilikom svake posete domaćici donese po jedan zlatnik, pola zlatnika ili četvrtinu zlatnik, što su forme zlata na tržištu. Domaćica može prema svojim potrebama koristiti ovu imovinu kako želi, s tim što će na sledećem sastanku ponovo svaka od njih uložiti po zlatnik u istoj vrednosti, tako da se svakoj od njih omogući da u trenutku potrebe obavi planiranu kupovinu ili trošak za određene namene, a da celu sumu ne mora isplatiti odmah. Ovaj vid štednje i ispomoć se sprovodi u toku perioda o kojem se družbenice dogovore. Žene ovaj vid ulaganja i trošenja materijalnih sredstava obično koriste da bi pomogle deci koja treba da stupe u brak ili za razne druge porodične potrebe.

### Veče kane(Kına Geceleri)
Veče kane predstavlja devojačko veče, odnosno ceremoniju povodom odlaska neveste koja napušta porodični dom, a u turskoj tradiciji može još i da se zove nanošenje kane (kına yakma) i tuženje neveste (gelin ağlatma). Tokom obreda vladaju pomešana osećanja radosti zbog udaje, kao i tuga zbog odlaska u novu, nepoznatu sredinu. Veče kane se odvija u nevestinoj kući. Tom prilikom se okupe žene i devojke bliske mladinoj i mladoženjinoj porodici i obavljaju ceremoniju bojenja kanom. Kana se stavlja nevesti na dlanove i stopala i nakon nekoliko sati stajanja ostavlja crveni trag. Nevestina glava se pokriva takođe crvenom, ukrašenom maramom. Kana štiti nevestu od zlih sila, lice joj se pokriva da bi se zaštitila od uroka. I nevesti i mladoženji se tada na dlan stavi po jedan zlatnik za sreću. Kada mladoženja ode, devojke oko neveste igraju i pevaju tužne pesme. Pesme su tužne, jer govore o tome da će devojka napustiti rodnu kuću i otići u novu porodicu. Od nje se očekujue da pokaže tugu zbog odlaska i da zaplače. Ukoliko to ne učini, okolina je osuđuje. Takođe se u nekim delovima sačuvao i običaj pokazivanja i slanja devojačke spreme, odnosno miraz (ceyiz gosterme/ ceyiz goturme). Devojačka sprema se sastoji od ručnih radova i predmeta za kućnu upotrebu koje svaka devojka sprema od detinjstva i čuva u sanduku specijalno za tu svrhu.

### Društvene igre
Pored navedenih organizovanih druženja, način osmišljavanja svakodnevnog slobodnog vremena takođe odražava lokalnu tradiciju i kulturu. Vreme se provodi u kafedžinicama, odnosno čajdžinicama (kahve) koje su u selim rezervisane isključivo za muškarce. Svako selo ima bar jednu kafedžinicu. To je mesto gde se ljudi sreću, dogovaraju o poslovima i ugovaraju sastanke. U kafedžinicama se piju čaj, kafa i bezalkoholna pića i igraju se igre kao što su tavla (tavla) , okej (okey) i karte. U gradskim sredinama kafedžinice posećuju i žene. Drevna igra tavla, o čijem nastanku i poreklu ima različitih teorija, poznata je mnogim narodima i igra u više zemalja, što je uticalo na to da u srpskom jeziku postoji nekoliko njenih naziva. Kod nas je poznata i u formi prihvaćenog galicizma trik-trak (trictrac), ili persijsko-turskog šešbeš (šest-pet), što inače predstavlja jedan od izraza u igri tavle. U novije vreme u upotrebi je anglicizam bekgemon (backgammon). Njen značaj i raspostranjenost u Turskoj opravdava konstataciju navedenu u Enciklopediji Britanika da se „najčešće igra na istočnom Mediteranu“. Tavla se igra na drvenom talonu koji je obično iscrtan u unutrašnjosti kutije za šah. To je, kao i šah, igra za dva igrača, pri kojoj se koristi 15 pločica u beloj i 15 pločica u crnoj ili nekoj drugoj opozitnoj boji, kao i dve kockice za bacanje. Talon je izdeljen na četiri dela, od kojih je svaki obeležen sa šest uskih klinova u dve različite boje. Pločice se kreću u suprotnim pravcima u skladu s brojem poena koji se dobija bacanjem kockica. Cilj igre je sakupiti sve pločice. Pobednik je onaj kome nijedna pločica ne ostane na talonu. Kod Turaka je običaj da se nakon bacanja kockice dobijeni brojevi glasno izgovore i to na persijskom jeziku, od jedan do šest.Okej je igra pločicama, najsličnija igri koja je na Zapadu poznata kao rumikub. Takođe se može reći da predstavlja verziju kartaške igre remi, ali sa pločicama umesto karata. Ukupno 106 pločica se slaže prema pravilima tako što se ređaju na stalak (ıstaka) koji stoji uspravno ispred svakog igrača. Najčešće učestvuju četiri igrača, a moguće je igrati i sa tri.

## Spoljašnje veze
- Turizam Istanbula Архивирано на веб-сајту  (4. новембар 2020)
- Youtube
- Youtube
- Youtube
- Youtube
- Časopis familije Vunjak
- Youtube
- Youtube
- Youtube
- Düğün
- Youtube
- Časopis Journal of Modern Younth[мртва веза]